# Ilha Espanhola (Galápagos)

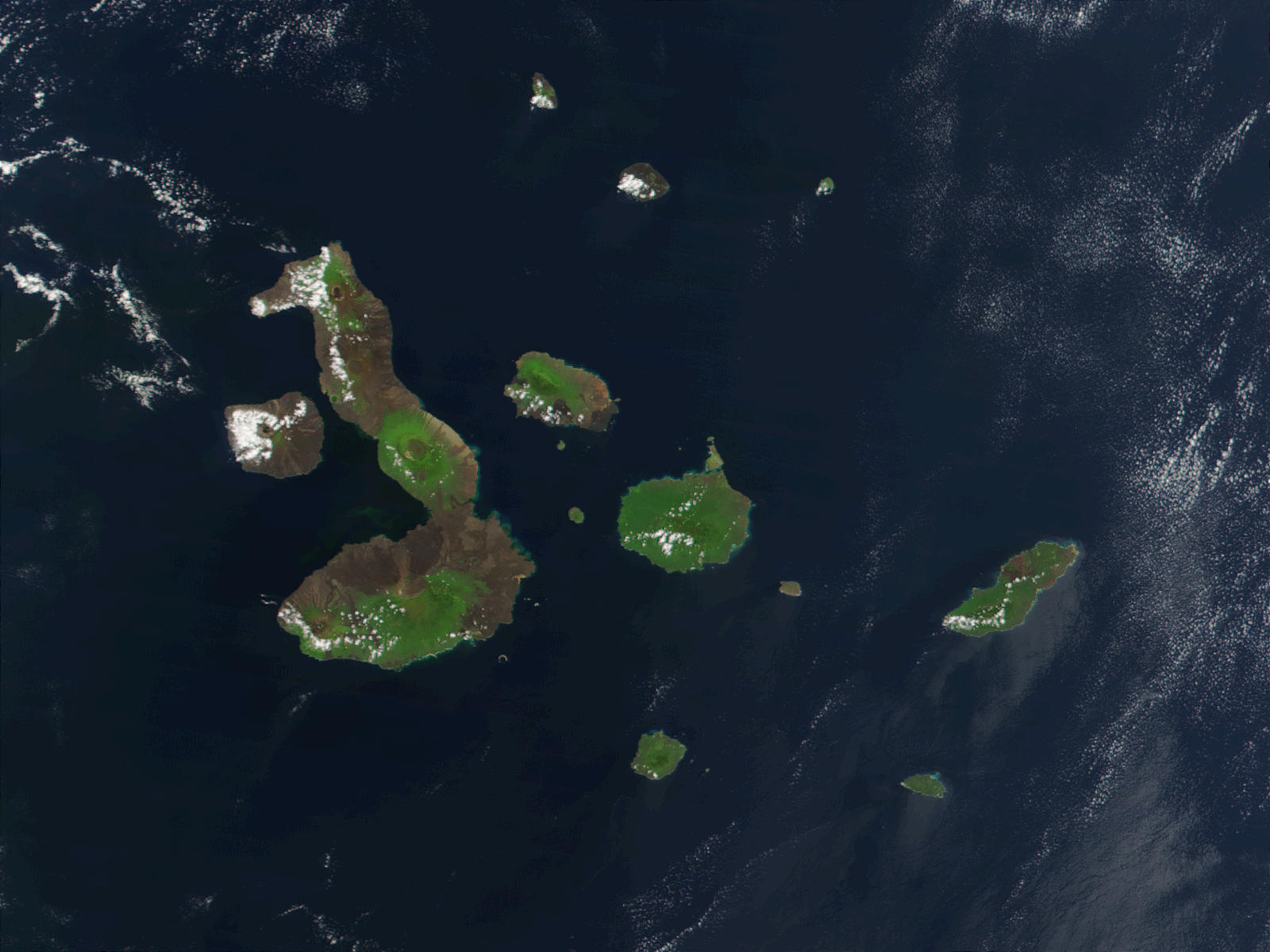
Ilhas Galápagos (Vista de satélite)

Espanhola (Española) é uma das Ilhas Galápagos. Esta situada ao sul do arquipélago, e é considerada a mais antiga destas ilhas, de formação vulcânica.